# Brasilaphthona erythrostoma
Brasilaphthona erythrostoma es un coleóptero de la familia Chrysomelidae.
Fue descrita científicamente por primera vez en 1876 por Harold.